# Gran Premi d'Espanya de Motocròs 250cc 1971
L'edició de 1971 del Gran Premi d'Espanya de Motocròs 250cc fou la 10a d'aquesta prova. Organitzat per la Penya Motorista 10 x Hora, el Gran Premi era la primera prova del Campionat del Món d'aquell any i tingué lloc el cap de setmana del 17 i 18 d'abril al Circuit del Vallès, en terrenys de l'antiga Mancomunitat Sabadell-Terrassa (actualment dins el terme municipal de Terrassa). Hi participaren 38 pilots de 15 països diferents (quatre dels quals catalans) i hi assistiren 40.000 espectadors.

## Curses

### Primera mànega
| Posició | Pilot            | Motocicleta |
| ------- | ---------------- | ----------- |
| 1       | Joël Robert      | Suzuki      |
| 2       | Guennady Moiseev | ČZ          |
| 3       | Gaston Rahier    | CZ          |
| 4       | Olle Pettersson  | Suzuki      |
| 5       | Håkan Andersson  | Husqvarna   |
| 6       | Kalevi Vehkonen  | Husqvarna   |
| 7       | Torleif Hansen   | Husqvarna   |
| 8       | Vladimir Kavinov | CZ          |
| 9       | Marcel Wiertz    | Bultaco     |
| 10      | Taichi Yoshimura | Suzuki      |

### Segona mànega
| Posició | Pilot                  | Motocicleta |
| ------- | ---------------------- | ----------- |
| 1       | Joël Robert            | Suzuki      |
| 2       | Olle Pettersson        | Suzuki      |
| 3       | Håkan Andersson        | Husqvarna   |
| 4       | Vladimir Kavinov       | ČZ          |
| 5       | Bryan Wade             | Husqvarna   |
| 6       | Gaston Rahier          | CZ          |
| 7       | Marcel Wiertz          | Bultaco     |
| 8       | François Minne         | OSSA        |
| 9       | Anatolij Mandritchenko | CZ          |
| 10      | George Houssonlonge    | Montesa     |

## Classificació final
| Posició | Pilot               | Motocicleta | Punts |
| ------- | ------------------- | ----------- | ----- |
| 1       | Joël Robert         | Suzuki      | 2     |
| 2       | Olle Pettersson     | Suzuki      | 6     |
| 3       | Håkan Andersson     | Husqvarna   | 8     |
| 4       | Gaston Rahier       | ČZ          | 9     |
| 5       | Vladimir Kavinov    | CZ          | 12    |
| 6       | Marcel Wiertz       | Bultaco     | 16    |
| 7       | Bryan Wade          | Husqvarna   | 17    |
| 8       | François Minne      | OSSA        | 21    |
| 9       | George Houssonlonge | Montesa     | 27    |
| 10      | Lars Forsberg       | Montesa     | 28    |